# Cathy Connolly
Cathy Connolly (* 15. September 1956 in Troy, New York) ist eine US-amerikanische Politikerin der Demokratischen Partei.

## Leben
Connolly studierte Rechtswissenschaften, Soziologie und Philosophie. Als Hochschullehrerin lehrte sie an der University of Wyoming. Von 2009 bis 2023 war Connolly Abgeordnete im Repräsentantenhaus von Wyoming, sie war die erste offen homosexuelle Abgeordnete in ihrem Bundesstaat. Sie ist mit Julie Heggie verheiratet, hat ein Kind und wohnt in Laramie, Wyoming.